# Завадилова, Ленка
Ленка Завадилова (чеш. Lenka Zavadilová; род. 7 июля 1975, Прага) — чешская гребчиха, выступавшая за сборные Чехословакии и Чехии по академической гребле в 1990-х годах. Чемпионка мира среди юниорок, победительница и призёрка первенств национального значения, участница летних Олимпийских игр в Барселоне.

## Биография
Ленка Завадилова родилась 7 июля 1975 года в Праге. Проходила подготовку в столичном гребном клубе «Прага».
Впервые заявила о себе в академической гребле на международном уровне в сезоне 1991 года, когда вошла в состав чехословацкой национальной сборной и выступила на юниорском мировом первенстве в Баньолесе, где в зачёте одиночек стала седьмой.
Благодаря череде удачных выступлений удостоилась права защищать честь страны на летних Олимпийских играх 1992 года в Барселоне. В составе экипажа-восьмёрки, куда также вошли гребчихи Сабина Теленская, Элишка Яндова, Рената Беранкова, Мартина Шефчикова, Михаэла Ваврова, Гана Жакова, Гана Дариусова и рулевая Ленка Ковачова, заняла последнее четвёртое место на предварительном квалификационном этапе, затем стала шестой в дополнительном отборочном заезде — таким образом отобралась лишь в утешительный финал В, где уступила команде Великобритании. В итоговом протоколе соревнований расположилась на восьмой строке. Также в этом сезоне побывала на юниорском мировом первенстве в Монреале, откуда привезла награды золотого и серебряного достоинства, выигранные в четвёрках и восьмёрках соответственно.
После разделения Чехословакии Завадилова осталась действующей спортсменкой и продолжила принимать участие в крупнейших международных регатах в составе национальной сборной Чехии. Так, в 1993 году она отметилась выступлением на домашнем чемпионате мира в Рачице, где в программе восьмёрок финишировала шестой.
В 1995 году стартовала в распашных безрульных четвёрках на чемпионате мира в Тампере.
В 1998 году в безрульных двойках была восьмой на чемпионате мира в Кёльне.
Завершила спортивную карьеру по окончании сезона 2000 года.
Её старший брат Радек Завадил тоже является известным гребцом, так же участвовал в Олимпиаде в Барселоне.